# 15cm Panzerwerfer 42 Auf.Sf
15 cm Panzerwerfer 42 auf Sf, или Sd.Kfz.4/1 по сквозной системе обозначений вермахта — германская самоходная РСЗО периода Второй мировой войны. Создана в 1942 году на базе полугусеничного грузового автомобиля Opel Maultier.
Всего было заказано 600 машин, по 300 каждого варианта. В ходе серийного производства в 1943—1944 годах выпущено 300 Sd.Kfz.4/1 и столько же подвозчиков боеприпасов к ним Sd.Kfz.4 на той же базе. До конца 1943 года произведено 248 пусковых установок и 232 подвозчиков боеприпасов, а в 1944 году — 52 пусковых установки и 68 подвозчиков боеприпасов. 
Sd.Kfz.4/1 активно использовались германскими войсками вплоть до конца войны, однако ввиду сравнительной малочисленности серьёзного влияния на ход боевых действий они не оказали.

## История

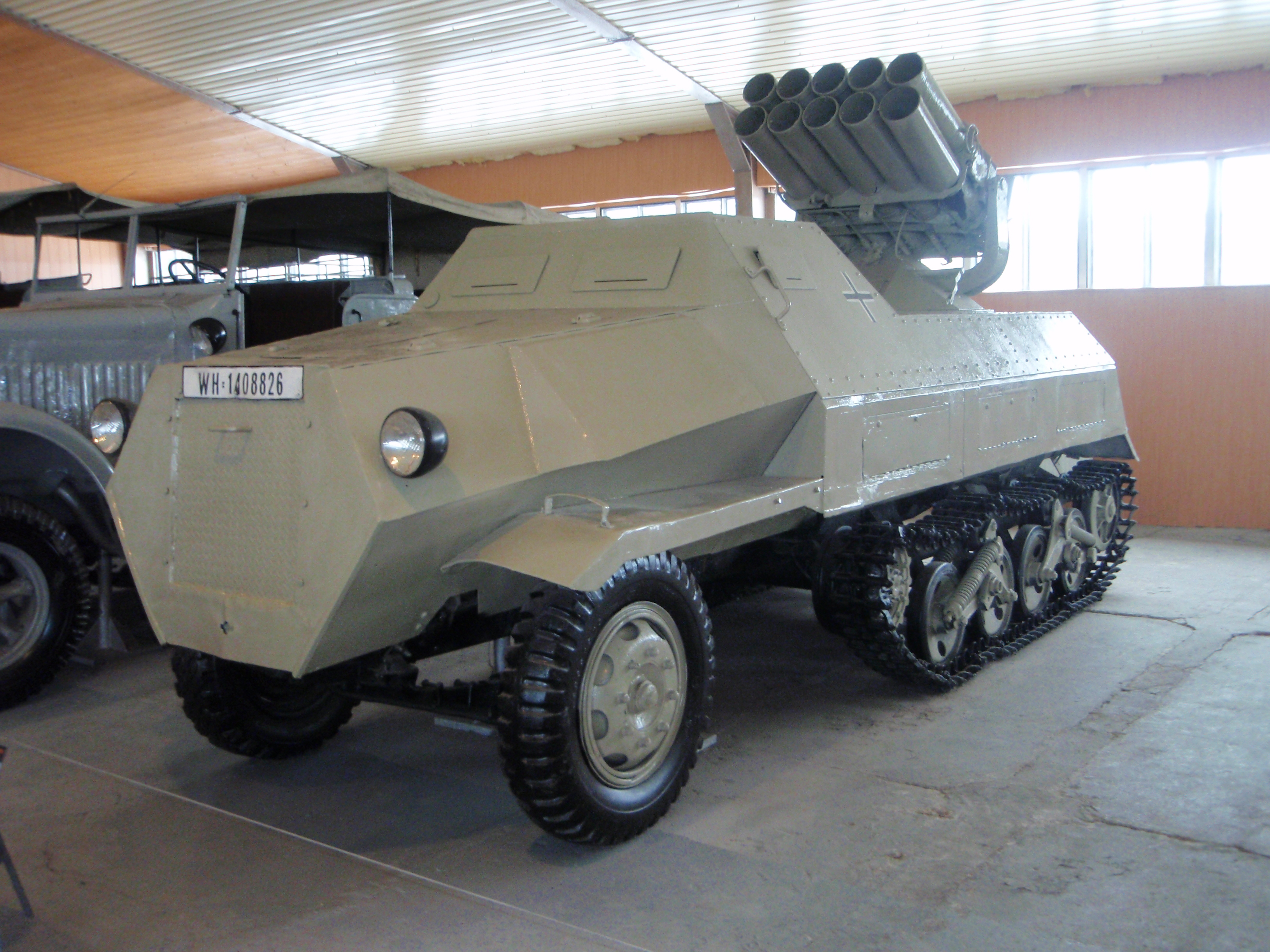
Немецкая РСЗО Sd.Kfz.4/1 в Бронетанковом музее в Кубинке

Реактивный миномёт «Nebelwerfer 41» стрелял 34-килограммовыми снарядами на расстояние до 7 км. Запуск производился дистанционно, по проводам. Залп продолжался около 10 секунд. Но оставленный снарядами дымовой след был превосходным ориентиром для артиллерии противника, поэтому расчёту требовалось как можно скорее сменить позицию. Однако, основным недостатком миномёта была его низкая мобильность, из-за которой он мог стать лёгкой добычей для вражеской артиллерии. Для преодоления этого недостатка миномёт стали устанавливать на полугусеничное шасси. Такая машина получила название «Panzerwerfer», а транспортёр боеприпасов, в котором размещалось около 20-30 реактивных мин, получил название «Munitionskraftwagen fur Nebelwerfer» (Sd.Kfz.4),

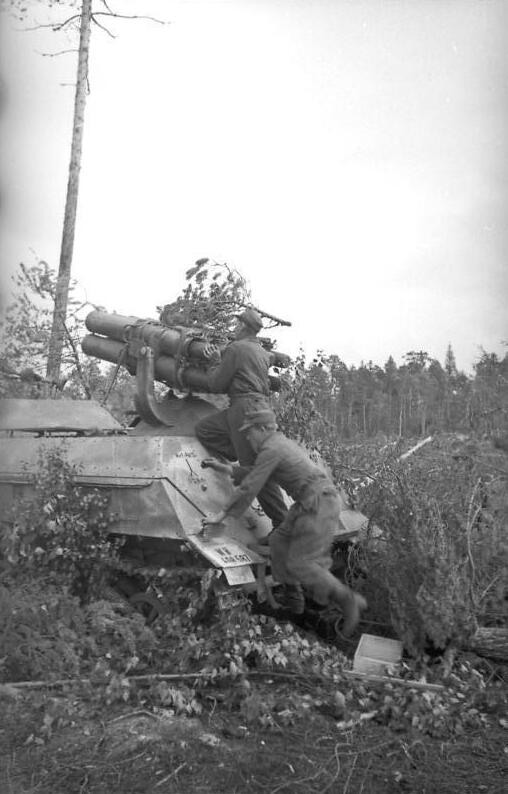
15 cm Panzerwerfer 42 auf Sf 11-го ракетного батальона (Wurf-Abt. 11).
Лапландия, 1944 год

В журнале «Вестник танковой промышленности» появилось описание пусковых установок:

Частями Красной Армии были захвачены вездеходные установки десятиствольного 158-мм миномёта. Для ходовой части использовано гусеничное шасси транспортёра, состоящего на вооружении германской армии.
Установка забронирована 6-8 мм бронёй. Бронёй закрыт мотор, кабина водителя и боевое отделение, расположенное в задней части установки над гусеницами.
В задней стенке боевого отделения имеется люк для входа экипажа, закрывающийся дверцей.
В крыше боевого отделения, в передней его части, прорезан люк, сзади него установлен вращающийся бронекупол. К нему приварен вертлюг, в цапферных гнёздах которого подвешена качающаяся часть миномёта. Она состоит из десяти стволов, расположенных в два ряда, соединённых в один блок двумя обоймами и кожухом.
В боевом отделении к вращающемуся бронекуполу прикреплено сидение наводчика, который при горизонтальном наведении вращается вместе с бронекуполом и миномётом. Вертикальное наведение осуществляется с помощью механизма винтового типа. Для самообороны и стрельбы по зенитным целям над кабиной водителя имеется кронштейн для установки 7.92-мм. пулемёта MG-34. Экипаж состоит из четырёх человек: командир машины (он же радист), наводчик, заряжающий и водитель.
Командир машины и водитель находятся в кабине. Заряжающий — в передней части боевого отделения, под люком, который при стрельбе из миномёта закрыт. Боекомплект установки состоит из 20 мин, из которых 10 находятся в трубах миномёта, а 10 закреплено в гнёздах в боевом отделении. Заряжается миномёт с казённой части вручную через люк в крыше. В задней части ствола имеется пружинный захват, удерживающий мину от выпадения. Выстрел производится замыканием электрической цепи, контактное устройство которой находится под рукой у наводчика.
Для стрельбы из миномёта применяются боеприпасы обычного 158-мм. шестиствольного миномёта образца 1941 года. В боекомплекте имеются мины осколочного и фугасного действия и с химическим и дымовым зарядом.
Для сообщения мине поступательного и сообщения вращательного движения служит реактивный пороховой заряд. Пороховые газы вырываются через 26 сопел и сообщают снаряду поступательное движение. Но так как сопла расположены под некоторым углом к оси мины, в горизонтальной плоскости, то мина получает и вращательное движение вокруг собственной оси, чем и обеспечивается её устойчивость в полёте.
Вес мины 34-27 кг, дальность 6100-6900 м. 

## Производство[2][3]
|      |     | 1  | 2 | 3 | 4  | 5  | 6  | 7  | 8  | 9  | 10 | 11 | 12 | Всего |
| ---- | --- | -- | - | - | -- | -- | -- | -- | -- | -- | -- | -- | -- | ----- |
| 1943 | Sf  |    |   |   | 22 | 22 | 32 | 16 | 26 | 35 | 48 | 40 | 29 | 248   |
| 1943 | Mun |    |   |   | 49 | 49 | 32 | 15 | 27 | 18 | 46 | 18 | 27 | 232   |
| 1944 | Sf  | 37 | 8 | 7 |    |    |    |    |    |    |    |    |    | 52    |
| 1944 | Mun | 54 | 7 | 7 |    |    |    |    |    |    |    |    |    | 68    |

Кроме того в июне 1944 года 20 машин из числа ремонтных подвозчиков боеприпасов были оснащены пусковыми установками.
|      | 1  | 2  | 3  | 4  | 5 | 6  | 7  | 8  | 9  | 10 | 11 | 12 | Всего |
| ---- | -- | -- | -- | -- | - | -- | -- | -- | -- | -- | -- | -- | ----- |
| 1943 |    |    |    | 12 | 2 | 28 | 18 | 29 | 30 | 30 | 38 | 33 | 220   |
| 1944 | 30 | 30 | 20 |    |   |    |    |    |    |    |    |    | 80    |

## В массовой культуре
Стендовый моделизм
Сборные пластиковые модели-копии 15 cm Panzerwerfer 42 Auf.Sf в масштабе 1:35 выпускаются фирмами Драгон (Китай) и Italeri (Италия).
В игровой индустрии
Наиболее подробно Panzerwerfer 42 представлен в серии игр «В тылу врага 2» и игре «Company of Heroes 2» как альтернатива советской «Катюше» и американскому «Шерману Каллиопа».
Появляется в игре «Medal of Honor: Allied Assault Spearhead» как вражеская единица.
В MMO-игре «War Thunder» Panzerwerfer 42 введён в качестве премиумной (недоступной для покупки за внутриигровую валюту) РСЗО при игре за Германию.
В игре «Operation Europe: Path to Victory (1939—1945)» фигурирует как «Maultier».